# Mesochorus chasseralis
Mesochorus chasseralis là một loài tò vò trong họ Ichneumonidae.